# Dampetrus gracilis
Dampetrus gracilis is een hooiwagen uit de familie Assamiidae.